# Daniel Chun
Daniel Chun (* 1980) je americký komediální scenárista korejského původu. Je autorem scénářů k seriálům Kancl a Simpsonovi. Za svou práci na seriálu Simpsonovi získal nominaci na cenu Writers Guild Award a cenu Annie.
Byl hlavním scenáristou a výkonným producentem seriálu Kancl a za svou práci na tomto seriálu získal dvě nominace na cenu Emmy. Chun také přispíval do časopisů Harvard Lampoon, TNR.com, 02138 Magazine, New York Magazine, The Huffington Post a Vitals magazine, kde psal sloupky na zadní straně. Psal scénáře pro komediální seriál ABC Happy Endings, ke kterému se připojil jako scenárista a producent ve 3. řadě. Je rovněž autorem scénářů k sitcomu studia ABC Děda se závazky s Johnem Stamosem v hlavní roli.
Chun vystudoval biologickou antropologii na Harvardově univerzitě.
V roce 2015 byl časopisem Variety jmenován jedním z deseti televizních scenáristů, které je třeba sledovat.

## DílySimpsonových
17. řada
- Návrat nezdárného syna

18. řada
- O jazzu a jiné zvířeně
- Osudy dobrého vojáka Homera
- Romouš a Julizna

19. řada
- Jedeme na Sundance

21. řada
- Speciální čarodějnický díl XX

## DílyKanclu
6. řada
- Murder
- The Delivery

7. řada
- Nepotism
- Training Day

8. řada
- Doomsday
- Tallahassee